# Медив
Медив е измислен герой от Warcraft вселената, по която има няколко компютърни игри и книги. Той е последният от ордена на „Пазителите на Трисфал“ от света Азерот. Медив (Medivh) означава „пазител на тайни“ на Quel'dorei (Староелфически) език. Медив е наследникът на предишния пазител Игуен (Aegwynn).

## История
Медив е син на великата магьосница и пазител, Игуен и на кралския магьосник и съветник на краля, Нийлъс Аран. Малко преди да се роди Медив, в Игуен се вселява духа на Сарджерас (Sargeras).
Медив бил силно момче и надарен магьосник като малък. Той често „приключенствал“ с двамата си приятели: Лейн, бъдещ крал на Азерот и Андуин Лотар.
На 14-годишна възраст скритите му сили на Пазител се активирали и се сблъскали с духа на Сарджерас, все още в Медив, поради което момчето изпада в кома. След събуждането му много години по-късно, той осъзнава, че вече е възрастен и много силен магьосник. Въпреки силите му на Пазител, духа на Сарджерас, още живеещ в Медив, бавно започва да обладава Медив и да контролира действията му. По късно Медив отваря Тъмния Портал, през който нахлуват орките от Драенор, водени от Гул'дан, в Азерот (Azeroth).